# Anna Kriebel
Anna Birgitte Kriebel Vanzo, també Anna Kriebel-Vanzo i Anna Kribel Vanzo (Trondhjem (comtat de Trøndelag), 20 d'agost, 1861 - Milà, Llombardia (Itàlia), 1 de febrer, 1926), va ser una cantant noruega, que durant la seva vida va tenir una carrera internacional. Des dels 18 anys va prendre classes de cant a la seva ciutat natal, però va rebre la major part de la seva formació professional a París, fent una gira per Europa amb gran èxit. Grans compositors contemporanis, com Giuseppe Verdi i Edvard Grieg, van parlar molt positivament del seu cant. També va ser soprano durant un temps a l'òpera La Scala de Milà.
El 1891 es va casar amb el noble comte Vittorio Maria Vanzo, un famós músic italià. La parella es va establir a Milà, i va tenir tres fills en poc temps. Més tard no va participar en òperes, sinó que va continuar amb concerts i gires, sovint acompanyada pel seu marit.

## Biografia
Anna Kriebel Vanzo era filla de Claudine Mathilde Kriebel, de soltera Hassing i Philip Emil Kriebel, tots dos de Trondhjem. La família vivia a Jomfrugata 19 a Trondhjem, on el pare també tenia un taller de fusteria. Tenia, segons els censos de 1865–1885, dos germans grans i dues germanes menors.
El seu avi patern va ser el pintor i professor de dibuix alemany Philip Henrich Kriebel, que va arribar a Trondhjem el 1804 i hi va viure fins al 1823. Es va casar mentre hi vivia. No va tenir fills amb la seva dona, però va tenir un fill i una filla fora del matrimoni. El fill era el pare d'Anna.
Es coneix a Anna com infant prodigi i es diu que tenia un gran repertori de cant fins i tot abans que pogués parlar clarament. Quan tenia entre 10 i 12 anys, va actuar en un basar al gran palau de fusta de "Klubselskabet Harmonien", a Trondhjem, i va causar un gran enrenou.
Malgrat el seu evident talent per a cantar, el seu pare li va negar a prendre classes de cant, però ell li va permetre tenir classes de piano, primer amb Anna Tellefsen, germana del famós pianista Thomas Tellefsen, més tard amb la senyora Morgenstierne. Només quan tenia 18 anys va cedir el seu pare i se li va permetre començar a prendre classes de cant. La seva primera professora de cant va ser Gulla Lassen. Anna va mostrar un desenvolupament excepcionalment ràpid, i ja després d'un any d'ensenyament va donar diversos concerts amb èxit i va anar de gira, inclosa a Bergen. A tot arreu va rebre una gran atenció i aplaudiments per la bellesa de la seva veu.

## Hora de París
La mezzosoprano francesa Zélie Trebelli-Bettini la va escoltar cantar i li va aconsellar que anés a París per continuar la seva formació. A l'Anna li hauria agradat seguir el consell, però aquest viatge va suposar un gran impuls econòmic, així que per recaptar diners va fer un concert a Trondhjem a la primavera de 1884. Va ser un gran èxit, hi havia un ple ple, hi van ploure flors, l'escenari i bones crítiques per al jove cantant.

El 1885 va poder viatjar a París. Allà va estudiar cant amb la famosa mezzosoprano Mathilde Marchesi, que ràpidament la va presentar al públic parisenc. Kriebel va tenir molt d'èxit, la crítica la va comparar amb figures internacionals contemporànies. Entre d'altres, va participar en un concert benèfic a la Salle Pleyel, i el públic es va emocionar. Es va convertir en la preferida del públic parisenc, i els principals diaris nòrdics havien enviat corresponsals per cobrir el concert. Es diu que Giuseppe Verdi la va anomenar
| « | "el jove rossinyol nòrdic" | » |

i els compositors Ambroise Thomas i Charles Gounod també li van donar el seu major reconeixement.
També va tenir molt èxit en els seus concerts a altres llocs d'Europa. Va ser especialment el bell timbre i l'ampli ventall de la seva veu i el seu bon art de l'empatia els que van ser elogiats. Després de completar els seus estudis a París, va viatjar a Itàlia. Allà va tenir el seu gran avenç amb l'òpera Norma de Bellini, i va cantar en diverses òperes de Richard Wagner. Un esdeveniment important a Milà va ser un concert de Wagner on va ser solista amb un cor de 600 cantants. El responsable del concert va ser el noble director, pianista, compositor i professor de cant el comte Vittorio Maria Vanzo, gran admirador de Wagner i coneixedor de Wagner. Anna Kriebel i Vittorio Vanzo es van fer famosos, i es van comprometre el 1890. Va treballar com a cantant a l'òpera La Scala de Milà, i va tenir papers importants en diverses òperes, com Faust, Lohengrin, Tannhäuser i La traviata.
Va estar diverses vegades al seu poble natal, Trondhjem, i cada vegada va ser rebuda amb ovacions quan donava concerts. Els diaris li van donar crítiques expectants i bones crítiques tant a la seva ciutat natal com a altres llocs. Fins i tot es va comparar amb la cantant sueca Jenny Lind. Després d'un dels concerts exhaurits, amb un públic de 1.000 espectadors, el carruatge que la portava cap a casa va ser seguit per bona part del públic fins al davant de caseva. En una de les fonts s'indica que la gent va enganxar els cavalls del carruatge i ells mateixos el van tirar d'aproximadament un quilòmetre de llarg des de la sala de concerts fins a casa dels pares. Allà va reconèixer els ànims cantant una estrofa de "Hvor i Verden jeg gaar..." per una finestra de casa dels seus pares.

## Comtessa Kriebel Vanzo

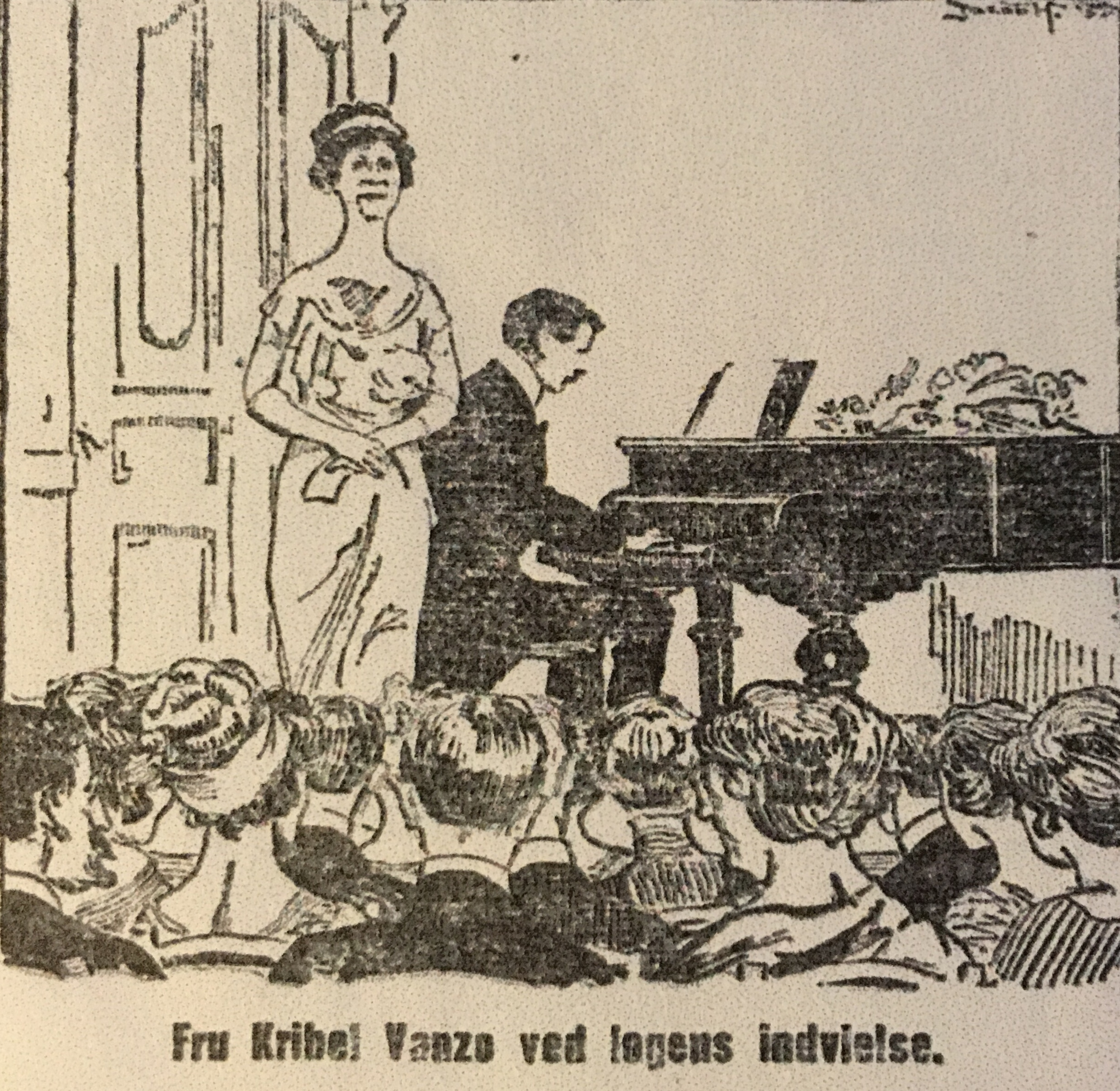
Anna Kriebel Vanzo a l'obertura de la Lògia Maçònica a Trondhjem, 1902. Dibuix de diari

El 1891 es va casar amb Vittorio Vanzo. Es van establir a Milà. Després del matrimoni, es va retirar cada cop més de l'ull públic. Ella i el seu marit van tenir tres fills en poc temps, i segons el diari "Trondhjem Dagsposten", ella havia escollit "la felicitat de la vida familiar per sobre de la brillant carrera artística que tenia davant". Mai va tornar a actuar en cap òpera, però va continuar com a cantant de concert, normalment acompanyada pel seu marit.
El 1897 va tornar a estar de viatge a Noruega, aquesta vegada com a dona casada amb el títol de comtessa. El seu marit també hi era, i la va acompanyar en diversos concerts, inclòs a Trondhjem, on regnava la febre pura de Kriebel Vanzo, segons Dagsposten.
Quan l'escenari de concerts més important de Trondhjem durant gairebé 90 anys, la sala de concerts dels francmaçons, s'havia d'inaugurar el 1902, Anna Kriebel Vanzo va ser la primera artista que hi va actuar. El mateix any, va cantar el paper de Donna Anna a Don Giovanni al "National Theatre d'Oslo".
Va estar a Trondhjem durant la coronació de la reina Maud i el rei Haakon a finals de 1906, i després va cantar una part de solista a la cantata de coronació de Johan Halvorsen, va participar en un concert de l'església i va donar dos concerts propis.

El 1912 va donar per darrera vegada un concert a Noruega. Aquesta vegada també va rebre bones crítiques. En gires de concerts anteriors, havia cantat principalment àries d'òpera. Aquesta vegada havia escollit un programa una mica diferent. Va cantar Bach, Schubert, Schumann i Debussy, i un crític de diaris també va elogiar la seva interpretació d'aquest repertori. "Va satisfer la majoria dels requisits d'aquesta cançó difícil i exigent".
| « | "L'altre dia, la cantant Miss Kriebel era amb nosaltres. És realment un autèntic talent de cantant, el millor d'aquest país. Gran veu, que ha après a utilitzar, i molt de brillantor." | » |

Edvard Grieg sobre Anna Kriebel, en una carta a Frants Beyer el 6 de setembre de 1886.
Va morir a Milà l'1 de febrer de 1926. La mort va sorprendre els seus amics a Noruega, la ruso-noruega Victoria Bachke i la seva germana, la cantant Valentine Rostin, que havien estudiat cant amb el comte Vanzo. Les germanes havien visitat la parella Vanzo a Milà només dos mesos abans i pensaven que Anna semblava estar en bona salut.